# بيردزفيل
بيردزفيل هي بلدة، في أستراليا، تقع في كوينزلاند، بلغ عدد سكانها 140  نسمة وذلك حسب إحصائيات سنة 2016، رمزها البريدي هو 4482.

## المناخ
يظهر الجدول التالي التغييرات المناخية على مدار السنة لبيردزفيل:
| البيانات المناخية لـبيردزفيل      | البيانات المناخية لـبيردزفيل | البيانات المناخية لـبيردزفيل | البيانات المناخية لـبيردزفيل | البيانات المناخية لـبيردزفيل | البيانات المناخية لـبيردزفيل | البيانات المناخية لـبيردزفيل | البيانات المناخية لـبيردزفيل | البيانات المناخية لـبيردزفيل | البيانات المناخية لـبيردزفيل | البيانات المناخية لـبيردزفيل | البيانات المناخية لـبيردزفيل | البيانات المناخية لـبيردزفيل | البيانات المناخية لـبيردزفيل |
| الشهر                             | يناير                        | فبراير                       | مارس                         | أبريل                        | مايو                         | يونيو                        | يوليو                        | أغسطس                        | سبتمبر                       | أكتوبر                       | نوفمبر                       | ديسمبر                       | المعدل السنوي                |
| --------------------------------- | ---------------------------- | ---------------------------- | ---------------------------- | ---------------------------- | ---------------------------- | ---------------------------- | ---------------------------- | ---------------------------- | ---------------------------- | ---------------------------- | ---------------------------- | ---------------------------- | ---------------------------- |
| الدرجة القصوى °م (°ف)             | 48.5 (119.3)                 | 47.1 (116.8)                 | 46.5 (115.7)                 | 41.7 (107.1)                 | 37.8 (100.0)                 | 32.4 (90.3)                  | 33.4 (92.1)                  | 36.2 (97.2)                  | 42.8 (109.0)                 | 45.1 (113.2)                 | 48.7 (119.7)                 | 49.5 (121.1)                 | 49.5 (121.1)                 |
| متوسط درجة الحرارة الكبرى °م (°ف) | 38.8 (101.8)                 | 37.8 (100.0)                 | 35.1 (95.2)                  | 30.3 (86.5)                  | 24.8 (76.6)                  | 21.6 (70.9)                  | 20.8 (69.4)                  | 23.5 (74.3)                  | 28.1 (82.6)                  | 32.1 (89.8)                  | 35.5 (95.9)                  | 37.7 (99.9)                  | 30.5 (86.9)                  |
| متوسط درجة الحرارة الصغرى °م (°ف) | 24.2 (75.6)                  | 24.1 (75.4)                  | 21.1 (70.0)                  | 16.2 (61.2)                  | 11.3 (52.3)                  | 7.9 (46.2)                   | 6.6 (43.9)                   | 8.3 (46.9)                   | 12.2 (54.0)                  | 16.1 (61.0)                  | 19.7 (67.5)                  | 22.5 (72.5)                  | 15.8 (60.4)                  |
| أدنى درجة حرارة °م (°ف)           | 12.2 (54.0)                  | 13.9 (57.0)                  | 9.4 (48.9)                   | 6.0 (42.8)                   | 1.7 (35.1)                   | −1.7 (28.9)                  | −1.7 (28.9)                  | 0.4 (32.7)                   | 1.5 (34.7)                   | 2.8 (37.0)                   | 8.5 (47.3)                   | 10.9 (51.6)                  | −1.7 (28.9)                  |
| الهطول مم (إنش)                   | 24.7 (0.97)                  | 29.0 (1.14)                  | 16.4 (0.65)                  | 9.5 (0.37)                   | 11.8 (0.46)                  | 10.4 (0.41)                  | 10.9 (0.43)                  | 6.4 (0.25)                   | 5.7 (0.22)                   | 12.1 (0.48)                  | 13.5 (0.53)                  | 16.0 (0.63)                  | 167.0 (6.57)                 |
| متوسط أيام هطول الأمطار           | 2.5                          | 2.4                          | 1.7                          | 1.2                          | 1.7                          | 1.8                          | 1.6                          | 1.3                          | 1.3                          | 2.3                          | 2.3                          | 2.5                          | 22.6                         |
| المصدر:                           |                              |                              |                              |                              |                              |                              |                              |                              |                              |                              |                              |                              |                              |